# Lars Millhagen
Lars Bertil Millhagen, född 17 december 1936 i Kristianstad, död 8 maj 1996 i Stockholm, var en svensk skulptör och tecknare.

## Biografi
Millhagen studerade skulptur i Stockholm vid Konstfackskolan 1954–1956 och vid Kungliga konsthögskolan 1956–1961. Åren 1978–1986 verkade han även som lärare vid Konstfackskolan jämte sitt eget konstnärskap. Sedan 1966 hade han ett flertal separatutställningar i Stockholm, bland annat på Waldemarsudde 1983 och 1984, och på andra orter såsom Västerås konstmuseum (1979), Kristianstad Museum, Malmö, Östersund och i Bror Hjorths Hus i Uppsala (1987). Han deltog i samlingsutställningar i bland annat Stockholm, Mexico City, London (1975), Skulpturbiennalen vid Middelheim Museum (1979), Göteborgs konsthall (1980), Belgrads museum för modern konst (1980), Centre Culturel Suédois i Paris (1982), Skulpturfestivalen vid Liljevalchs konsthall (1986), Ibsenhuset i Skien (1987), Aker Brygge i Oslo (1989), Kulturhuset i Stockholm (1989) och Konstakademien i Stockholm (1989).
Han är representerad vid Moderna museet, Kalmar konstmuseum, Kristianstad Museum, Västerås konstmuseum, Göteborgs konstmuseum, Örebro läns museum och Internationella motståndsmuseet Salvador Allende i Chile. Bland offentlig konst återfinns i Stockholm en skulpturgrupp vid Vanadisbadet, verk vid Beckomberga sjukhus och Husbyskolan, skulptural vägg vid statsrådsberedningen i Rosenbad (1981), entréskulptur vid Sankt Görans sjukhus kirurgi (1985) samt även mobil och monumentalteckning i entrén till Ringhals kärnkraftverk (1987). Han var ledamot i Kungliga akademien för de fria konsterna sedan 1978 samt ledamot i Nämnden för utställningar av nutida svensk konst i utlandet 1980–1983 och i Rådet till skydd för Stockholms skönhet från 1992.
Han var gift med Beate Sydhoff från 1968 och fram till sin död. Paret fick två döttrar varav den ena är skådespelaren Livia Millhagen. Lars Millhagen är begravd på Maglehems kyrkogård.